# Kornhausbrücke (Bern)
Die Kornhausbrücke ist eine Strassenbrücke in der schweizerischen Bundesstadt Bern. Sie überspannt das Flusstal der Aare und verbindet die Altstadt im Stadtteil I mit den nördlich gelegenen Quartieren Altenberg, Spitalacker und Breitenrain des Stadtteils V.

## Geschichte, Bauweise, Daten
Erbaut wurde sie auf einen Beschluss der Gemeinde Bern vom 13. Januar 1895 hin von den Berner Ingenieuren A. und H. von Bonstetten sowie Paul Simons und der Maschinenfabrik Theodor Bell & Cie. AG in Kriens in Verbindung mit der Gutehoffnungshütte in Oberhausen (mit deren Ingenieur Reinhold Krohn). Die Arbeiten begannen im September 1895, eröffnet wurde die Brücke am 18. Juni 1898.
Sie ist benannt nach dem Berner Kornhaus, führt vom Kornhausplatz, an dem neben dem Kornhaus unter anderem das Stadttheater Bern liegt, zum Viktoriaplatz und ist 382 m lang. Es handelt sich um eine Bogenbrücke mit stählernen Fachwerkbögen und obenliegender, aufgeständerter Fahrbahn. Die Hauptöffnung hat eine Stützweite von 115 m, die fünf kleinen Bogen von je 34 m. Die Brücke ist 12,6 m breit, die Fahrbahn liegt an der höchsten Stelle des Hauptbogens 47,76 m über dem Niedrigwasser der Aare. Die Brücke liegt nur einige Meter seitlich verschoben oberhalb des 1857 eröffneten – jedoch viel weniger hohen – Altenbergstegs.

### Sanierung 2025
Vom 17. Februar 2025 bis voraussichtlich Mitte November 2025 wird die Brücke umfassend saniert, weshalb sie während dieser Zeit für den motorisierten Verkehr sowie den öffentlichen Verkehr gesperrt ist.

## Korenhuisbrug
Anlässlich der Fussball-Europameisterschaft 2008 bekam die Brücke, die vom Berner Hauptbahnhof zum Fussballstadion Stadion Wankdorf führt, auch einen niederländischen Namen, zuerst Kornhausbrug, dann Korenhuisbrug. Ein entsprechendes Andenken ist in Bern bis heute für staunende Touristen, niederländische Gäste und Fussballfreunde ein beliebtes Fotosujet. Italienische Fussballfans, deren Mannschaft damals den Niederländern unterlag, überklebten zwar das orange Schild weiss-blau mit Ponte del Granaio. Das Berner Tiefbauamt stellte jedoch das ursprüngliche Erinnerungsschild wieder her.